# نوریکو اگوچی
نوریکو اگوچی (انگلیسی: Noriko Eguchi؛ زادهٔ ۲۸ آوریل ۱۹۸۰) هنرپیشه اهل ژاپن است.
از فیلم‌ها یا برنامه‌های تلویزیونی که وی در آن نقش داشته‌است می‌توان به دختر یک میلیون ینی اشاره کرد.